# Le Milliardaire des landes perdues
Pour les articles homonymes, voir Milliardaire (homonymie).
Ne doit pas être confondu avec Complainte des landes perdues.
Le Milliardaire des landes perdues est le neuvième épisode de la série en bande dessinée La Jeunesse de Picsou, écrite par l'auteur américain Don Rosa. Cet épisode met en scène le retour de Balthazar Picsou en Écosse.

## Synopsis
Après que Fergus McPicsou a relu encore une fois les lettres de son fils lui racontant les cinq ans que Balthazar a passé à s'enrichir après la découverte de la pépite « œuf d'oie », ce dernier est mal accueilli par les habitants du village près du château McPicsou. Comptant installer son quartier-général là, il décide néanmoins de s'intégrer. Un jeune homme, Scottie McTerrier, lui apprend que se déroulent des concours regroupant toutes les disciplines des Highlands.
Mais, malgré des résultats exceptionnels en termes de réussite (triple-retournés de tronc d'arbre lors d'un Caber) ou de modernité (poésie inspirée des cabarets du Klondike), Picsou va de déboires en déboires au cours des épreuves.
Il prend alors une décision qui engage également sa famille : il va émigrer définitivement au Calisota où il possède un terrain sur lequel il compte construire son siège social. Matilda et Hortense vont l'accompagner, pendant que leur père va rester avec Scottie qui devient le gardien du château.
Au matin, alors que les trois derniers membres du clan McPicsou partent pour les États-Unis, Fergus est accueilli dans la mort par Sire Duncan et son épouse Edith.

## Fiche technique
- Histoire n°D 93121.
- Éditeur : Egmont[1].
- Titre de la première publication : Milliardæren fra Ødelyng Overdrev (danois), Ankkapurhan miljardööri (finlandais), Milliardæren (norvégien), En miljardär i högländerna (suédois).
- Titre en anglais : The Billionaire of Dismal Downs.
- Titre en français : Le Milliardaire des landes perdues.
- 15 planches.
- Auteur et dessinateur : Keno Don Rosa.
- Premières publications : Donald Duck & Co (Norvège), Anders And Co (Danemark), Aku Ankka (Finlande) et Kalle Anka & Co (Suède), n°1993-45, novembre 1993.
- Première publication aux États-Unis: Uncle Scrooge, n°293, daté août 1995.
- Première publication française : Picsou Magazine, n°283, août 1995.